# دينا البيطار
دينا البيطار، (من مواليد 16 يناير 1990) لاعبة كرة طائرة مصرية، تلعب في مركز ضارب خارجي. كانت ضمن تشكيل منتخب مصر لكرة الطائرة للسيدات. وفازت بالميدالية الذهبية في دورة الألعاب العربية 2011. وعلى مستوى الأندية، فقد لعبت لصالح نادي الشمس في 2011.

## وصلات خارجية
- https://www.worldofvolley.com/wov-community/players/54165/dina-el-bitar.html
- http://www.fivb.org/visasp/ShowImage.aspx?No=200623382&maxsize=500